# Volvulus
Volvulus ([v'olvulus], av latinets volvere, "vältra", "rulla", "vrida runt"), även "äkta tarmvred" och "egentligt tarmvred", innebär att en tarm har roterat runt sig själv och tarmkäxet som stöder den, vilket resulterar i en tarmobstruktion. Symptomen inbegriper buksmärta, bukuppblåsthet, kräkningar, förstoppning och blodig avföring. Symptompåverkan kan vara snabb eller mer gradvis. Mesenteriet kan bli så tätt vridet att blodflödet till en del av tarmarna är avskuret, vilket resulterar i ischemisk tarm. I denna situation kan det finnas feber eller svår smärta vid palpation av buken.
Riskfaktorer inbegriper en fosterskada som kallas intestinal malrotation, en förstorad kolon, Hirschsprungs sjukdom, graviditet och abdominal vidhäftning. Långvarig förstoppning och en fiberrik diet kan också öka risken. Den vanligast drabbade delen av tarmarna hos vuxna är sigmoidkolon med cecum. Hos barn är tunntarmen oftare involverad. Magen kan också påverkas. Diagnos företas vanligtvis med medicinsk bildbehandling, såsom vanliga röntgenbilder, en GI-serie eller CT-skanning.
Initial behandling av sigmoid volvulus kan ibland förekomma via sigmoidoskopi eller med en bariumema. På grund av den höga risken för återfall rekommenderas en tarmresektion inom de närmaste två dagarna. Om tarmen är kraftigt vriden eller blodtillförseln är avskuren, krävs omedelbar operation. I en cecal volvulus måste en del av tarmen ofta avlägsnas kirurgiskt. Om cecum fortfarande är frisk kan den ibland återvändas till ett normalt läge och sutureras på plats.
Fall av volvulus beskrivs i antika Egypten redan år 1550 f.Kr. Det förekommer oftast i Afrika, Mellanöstern och Indien. Antalet volvulus i USA är cirka 2–3 per 100 000 personer per år. Sigmoid och cecal volvulus uppträder vanligen mellan 30 och 70 år. Resultatet är relaterat till huruvida tarmvävnaden har dött.